# Zübeyde Simsek
Zübeyde Simsek, född 13 juli 1969 i Hälleforsnäs i Södermanlands län, är en svensk-turkisk frisör, dokusåpadeltagare och programledare.
Zübeyde Simseks föräldrar har ursprung från Turkiet. Hon är uppvuxen i Hälleforsnäs och har även en längre tid bott i Katrineholm. Hon flyttade 2003 till Stockholm.
Simsek deltog i Expedition Robinson 2001 och 2003, som joker i Robinson – revanschen 2012, samt kom på andra plats i dokusåpan Club Goa i TV 3 2005. Hon har även varit med i juryn i Sikta mot stjärnorna i TV4.